# Díkorfo
Díkorfo, en grec moderne : Δίκορφο, ou Dikóryfo (Δικόρυφο ), est un village du dème de Zagóri, district régional d'Ioánnina, en Épire, Grèce.
Selon le recensement de 2011, la population du village compte 33 habitants.